# 瓦利福爾斯 (紐約州村)
瓦利福爾斯（英語：Valley Falls）是位於美國紐約州倫塞勒縣的村。

## 人口
根據2020年美國人口普查的數據，瓦利福爾斯的面積為1.27平方千米，當中陸地面積為1.20平方千米，而水域面積為0.06平方千米。當地共有人口510人，而人口密度為每平方千米402人。